# Geneviève Claisse

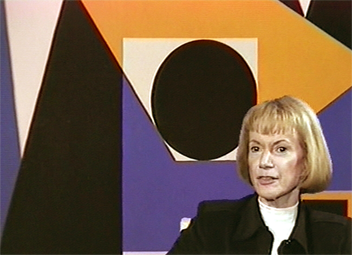
Geneviève Claisse in 1995

Geneviève Claisse (Quiévy, 17 juli 1935 – Dreux, 30 april 2018) was een Franse kunstenares. Haar werk wordt gerekend tot de naoorlogse geometrische abstractie. Ze leefde en werkte in Parijs.

## Leven en werk
Als leerlinge en assistente van haar oudoom Auguste Herbin, afkomstig uit hetzelfde Noord-Franse dorp, werd ze geprikkeld door abstracte kunst en in het bijzonder door de geometrische abstractie, die na de Tweede Wereldoorlog een nieuwe impuls kreeg. In 1958 kreeg ze haar eerste belangrijke solotentoonstellingen in galerie Caille te Cambrai en galerie Hybler in Parijs. Hoewel de composities van haar eerste doeken doen denken aan de stijl van Herbin, bezit haar oeuvre al vanaf het begin een eigen herkenbare stijl. Net als kunstenaars zoals Guy Vandenbranden, Mark Verstockt en Luc Peire in Vlaanderen, bleef Claisse ondanks alle – soms kortstondige – figuratieve wendingen in de kunstgeschiedenis trouw aan de geometrische abstractie. Toch is haar oeuvre vrij gevarieerd en kan het worden ingedeeld in verschillende perioden, elk met eigen kenmerken qua kleur en vorm.
Haar voorkeur ging uit naar de eenvoud van vormen als de cirkel en de driehoek, waaraan ze in 1964 architecturale dimensies kon geven door een muurschildering in de hal van het moderne bedrijfsgebouw van SCAC (Société commerciale d'Afrique centrale) in Puteaux. In datzelfde jaar exploreerde ze onder de titel Earth-century de mogelijkheden van de cirkel en in 1967 verscheen haar album Cercles met zeefdrukken. In haar werk tasten de nieuwe dimensies de essentie van het grafische ontwerp niet aan. Ondanks alle permutaties behouden vorm en compositie hun betekenis, de constructie blijft synthetisch en de karakteristieke stijl van de kunstenares blijft dominant.  
In 1965 werden op de Vierde Biënnale van Parijs haar inzendingen Alpha-City (in rood-wit) en Situations (zwart-wit) bekroond. 
Geneviève Claisse overleed op 82-jarige leeftijd tijdens de voorbereidingen voor een tentoonstelling in Londen.

## Belangrijke tentoonstellingen
Het werk van Claisse werd getoond in talrijke galerijen en musea, ook in internationaal verband. Hieronder volgt een lijst van de belangrijkste tentoonstellingen.
- 1958: solotentoonstelling in galerie Caille in Cambrai
- 1958: solotentoonstelling in galerie Hybler in Parijs
- 1961: solotentoonstelling in galerie Denise René in Parijs
- 1964: Hanover Gallery, Londen, Verenigd Koninkrijk
- 1964: Musée Cantonal des Beaux-Arts, Lausanne
- 1965: Musée de Tel-Aviv
- 1967: Musée des beaux-arts de La Chaux-de-Fonds
- 1967: Biennale de Paris
- 1968: "Art optique" in het museum voor schone kunsten van Oslo
- 1969: Estudio Actual, Caracas, Venezuela
- 1970: Galerie Du Bose, Houston, Verenigde Staten
- 1971: Galerie Center, Antwerpen
- 1971: Pollock Gallery, Toronto, Verenigde Staten
- 1971: Galerie Gromholt, Oslo
- 1972: Centre d'art contemporain d'Alençon
- 1972: Galerie Claude Bollack, Straatsburg
- 1974: Galerie Liatowitsch, Basel, Zwitserland
- 1974: Galerie Denise René, New York, Verenigde Staten
- 1980: Galerie Santora, Rome
- 1982: Musée Matisse du Cateau-Cambrésis
- 1983: Palais des beaux-arts de Lille
- 1989: Musée Matisse du Cateau-Cambrésis
- 1996: Musée d’Art Moderne et Contemporain de Nice
- 1997: Galerie Denise René, Paris
- 1997: lynedjian Art, Lausanne
- 1997: Museum Stuki, Lodz, Polen
- 1997:L’abstraction, langange du XXe siécle, Chapel Art Center, Hamburg
- 1998: Forjar el espacio Centro Atlantico de arte moderno
- 1998: Cabildo de Gran Canaria
- 1998: Centre Julio Gonzales, Valenzia
- 1998: Musée des Beaux Arts de Calais
- 2000: Musee de Cambrai
- 2000: Musée d’art Mercian, Karusawa, Japan
- 2000: Tsukaba Museum of Art, Ibataki
- 2000: Museum of Contemporary Art, Kagawa
- 2000: Urawa City Museum of Modern Art, Saitama
- 2000: Himeji City Museum of Art, Hyogo, Japan
- 2007: Museum Ritter, Bonn, Duitsland
- 2014: Galerie Kunstzolder, Eeklo, België

## Werken in musea en stichtingen
- Musée Matisse, Le Cateau-Cambrésis
- Musée des Beaux Arts, La Chaux de Fonds
- Museum of Modern Art, Chicago
- Musée d’Art, Cholet
- Musée d’Art Contemporain, Dunkerque
- Musée de Grenoble, Grenoble
- Musée des Beaux Arts, Lausanne
- Guggenheim Museum, New York
- Tel Aviv Museum of Art, donatie Riklis Mac Crory Corp.
- Collection UNESCO
- Sikkens Foundation
- Fond National d’Art Centemporain, Paris
- Fondation IBM, New York
- Hirshhorn Museum and Sculpture Garden, Washington
- Fondation Mac Crory Corp, New York
- Fondation France Liberté, Paris
- F.R.A.C. Ile-de-France
- Louisiana Museum of Modern Art, Denemarke, donatie Riklis Mac Crory Corp.
- Museum Ritter, Waldenbuch